# Херој Народне Републике Монголије
Херој Народне Републике Монголије (монг. Бүгд Найрамдах Монгол Ардын Улсын баатар) било је највише почасно звање у Народној Републици Монголији, установљено 1941. године. Додељује се монголским и страним држављанима за изузетне заслуге, личне или колективне подвиге у служби државе и друштва. Установљено по узору на звање Хероја Совјетског Савеза.

## Историја
Претеча овог одликовања било је Неустрашиви херој Народне Републике Монголије, установљено након победе Монголске револуције 1921. године. Први коме је додељена ова титула био је Дамдин Сухбатор, вођа Револуције и утемељитељ модерне монголске државе, 23. септембра 1922. године.
Одликовање је званично утемељено указом Президијума Малог Хурала НР Монголије 5. јула 1941. године, те се ретроградно применило и на све оне који су између 1921. и 1941. носили титулу Неустрашивног хероја. Први одликовани био је тадашњи монголски вођа, маршал Хорлогин Чојбалсан.
Једина особа двапут одликована орденом јесте Хорлогин Чојбалсан, и то 1941. и 1945. године.
Упркос томе што је још 1992. укинута Народна Република Монглија и проглашена Република Монголија, одликовање Хероја НР Монголије званично је још увек на снази, иако никоме није додељено још од 1989. године.

## Списак одликованих
Неки од носилаца титуле хероја Народне Републике Монголије су:
- Дамдин Сухбатор, врховни командант Монголске армије – одликован 23. септембра 1922.
- Хорлогин Чојбалсан, маршал НР Монголије – одликован 10. јула 1941. и 20. септембра 1945.
- Јосиф Стаљин, генералисимус Совјетског Савеза – одликован 17. децембра 1949.
- Климент Ворошилов, маршал Совјетског Савеза – одликован 29. маја 1957.
- Герман Титов, космонаут – одликован 12. децембра 1961.
- Јумџагин Цеденбал, председник НР Монголије – одликован 16. септембра 1966.
- Георгиј Жуков, маршал Совјетског Савеза – одликован 12. августа 1969.
- Батин Дорж, генерал армије Монголске армије – одликован 16. септембра 1974.
- Леонид Брежњев, маршал Совјетског Савеза – одликован 14. децембра 1976.
- Дмитриј Устинов, маршал Совјетског Савеза – одликован 8. јула 1981.